# Voci (Lorella Cuccarini)
Voci è il secondo album in studio della cantante pop italiana Lorella Cuccarini, pubblicato nel 1993 dall'etichetta discografica RTI Music.

## Descrizione
L'album contiene le sigle televisive delle due stagioni di Buona Domenica da lei condotte assieme a Marco Columbro, andate in onda tra il 1991 ed il 1993: Liberi liberi e la title-track Voci, ed il brano Tu come me, utilizzato come sigla della telenovela Micaela, di cui Lorella incise anche una versione in spagnolo, Tu como yo, utilizzata come sigla di chiusura della stessa telenovela per la TV spagnola e la TV argentina. È presente anche una cover del brano Amarsi un po' di Lucio Battisti.
La versione CD contiene un brano in più: Ascolta il cuore, sigla del programma Bellezze sulla neve.
L'album ha ottenuto molto successo, aggiudicandosi un doppio disco di platino per le oltre 100 000 copie vendute.
Il 23 aprile 2021 l'album è stato pubblicato per la prima volta sulle piattaforme digitali e streaming.

## Tracce della versione musicassetta
1. Voci – 3:55 (testo: Silvio Testi – musica: Silvio Testi, Marco Salvati, Peppe Vessicchio)
2. Bizzarra vita imprevedibile – 5:30 (testo: Carlo Marrale, Paolo Gatti – musica: Carlo Marrale)
3. Tu come me – 3:57 (testo: Fabrizio Berlincioni – musica: Valeriano Chiaravalle, G. Esposito, Silviotesti)
4. Suprema confusione – 4:58 (testo: Silviotesti – musica: Mauro Paoluzzi)
5. Amarsi un po' – 5:03 (testo: Mogol – musica: Lucio Battisti)
6. Liberi liberi – 4:05 (testo: Silviotesti – musica: Marco Salvati, Peppe Vessicchio, Silviotesti)
7. Solo con te – 4:03 (testo: R. De Vita – musica: Dodi Battaglia)
8. Notte nuova – 5:30 (testo: Silviotesti, Fabrizio Berlincioni – musica: Maurizio Perfetto, Danilo Cherni)
9. Come ti va? – 4:29 (testo: Saverio Grandi – musica: Silviotesti, Peppe Vessicchio)
10. Così io vorrei – 5:11 (testo: Silviotesti – musica: Maurizio Perfetto, Danilo Cherni)

Durata totale: 46:41

## Formazione
- Lorella Cuccarini - voce, cori
- Simone Sello - chitarra
- Giovanni Imparato - percussioni
- Maurizio Perfetto - chitarra acustica, chitarra elettrica
- Dodi Battaglia - chitarra acustica, chitarra elettrica
- Amedeo Bianchi - sax
- Simona Pirone, Marilù Monreale, Vincent Thoma, Claudio Pizzale - cori